# Батальйон поліції «Скіф»
Батальйон поліції особливого призначення «Скіф» —  спеціальний підрозділ Головного управління Національної поліції в Запорізькій області, призначений для забезпечення публічної безпеки та охорони публічного порядку, у тому числі під час проведення зборів, мітингів, демонстрацій та інших масових заходів.

## Історія
У червні 2014 року, під час збройної агресії Російської Федерації на Донбасі, у структурі Головного управління МВС в Запорізькій області було створено батальйон патрульної служби міліції особливого призначення «Скіф». Основними завданнями та функціями батальйону було визначено та залишається на сьогоднішній день припинення терористичної загрози, захист суверенітету та територіальної цілісності держави.
З серпня 2014 року по жовтень 2019 року бійці батальйону «Скіф» несли службу на блок-постах, розташованих на кордоні Запорізької області, насамперед, в селищах міського типу Розівка, Більмак, Темирівка, а також в містах Пологи та Енергодар.
З лютого 2015 року батальйон було переведено в структуру Національної поліції України, а його бійці залучалися до здійснення заходів із забезпечення національної безпеки і оборони, відсічі і стримування збройної агресії Російської Федерації. Батальйон ніс службу в населеному пункті Лисичанськ Луганської області. Також, в 2015 році його бійці приймали активну участь у боях під селищем Широкине та обороні міста Маріуполь.
Впродовж всього періоду свого існування  підрозділ залучався до несення служби по охороні та забезпеченню публічного порядку, громадської безпеки на території Луганської області. За час несення служби на згаданій території працівники батальйону «Скіф» мають високі показники у боротьбі зі злочинністю та входять в трійку найкращих серед підрозділів патрульної служби поліції особливого призначення.
Окрім служби в зоні бойових дій поліцейські батальйону несли цілодобову службу по охороні публічного порядку, забезпеченню особистої безпеки громадян, захисту їх прав і свобод  на території міст Запоріжжя, Бердянськ та Мелітополь.
В березні 2023 року бійці батальйону «Скіф» були переведені на службу до Об’єднаної штурмової бригади Нацполіції «Лють» та отримав сотні одиниць тактичної амуніції бренду M-TAC – балаклави, тактичні рукавиці, рюкзаки, підсумки, каремати, шкарпетки, панами та плитоноски.
14 грудня 2023 року кколишні бійці спецпідрозділу «Скіф» відпрацювали позиції російських військових на території Запорізької області. Результатом роботи поліцейських стало знищення бойової техніки окупантів та чотирьох військових рф.
На підступах ворожих позицій на Запорізькому напрямку поліцейські за допомогою дронів-камікадзе знищили комплекс спостереження «Муром-М». Серед ураженої бойової техніки окупантів – два бронетранспортери, підбитий на ходу танк та БМП разом з екіпажем.
Окрім того, завдяки FPV-дронам бійці відпрацювали раніше підбитий танк, а також уразили гусеничний тягач БРЕМ. Четверо окупантів отримали поранення внаслідок дронової атаки наших поліцейських. Спецпризначенці поліції й надалі разом з Силами оборони надають гідну відсіч російським окупантам, боронять Україну, відстоюють її суверенітет та незалежність.

## Завдання
Основні завдання спецпідрозділу:
- забезпечення публічної безпеки та охорона публічного порядку, у тому числі під час проведення зборів, мітингів, демонстрацій та інших масових заходів;
- забезпечення особистої безпеки громадян, захист їхніх прав і свобод, законних інтересів;
- здійснення охорони території та перепускний режим до адміністративних будівель апарату МВС України;
- припинення кримінальних та адміністративних правопорушень на територіях, прилеглих до адміністративних будівель Адміністрації Президента України, Верховної Ради України, Будинку Уряду України, в тому числі під час проведення заходів за участі вищих посадових осіб держави, іноземних делегацій, а також по маршрутах проїзду осіб, відносно яких здійснюється державна охорона
- участь у проведенні заходів, спрямованих на розшук і затримання осіб, які підозрюються в скоєнні кримінальних правопорушень; затримання членів озброєних злочинних груп та озброєних особливо небезпечних злочинців;
- звільнення заручників; припинення діяльності не передбачених законом воєнізованих або збройних формувань (груп) та злочинних організацій на території України, а також заходів, пов’язаних із припиненням терористичної діяльності;
- участь у спеціальних заходах (операціях) із надання кваліфікованої, спеціалізованої підтримки органам (підрозділам) поліції, іншим правоохоронним органам у разі виникнення ситуації з високим ступенем ризику;
- забезпечення безпеки осіб, які беруть участь у кримінальному судочинстві.